# محمد چهارم مراکش
محمد چهارم مراکش (عربی: محمد الرابع؛ 1830 – ۱۶ سپتامبر ۱۸۷۳) سلطان علویان مراکش از سال ۱۸۵۹ تا ۱۸۷۳ بود.